# Замерцев, Иван Терентьевич
Ива́н Тере́нтьевич За́мерцев (10 июня 1899 года, станица Владимирская, ныне Лабинский район, Краснодарский край — 22 декабря 1981 года, Москва) — советский военный деятель, Генерал-майор (1942 год).

## Биография
Иван Терентьевич Замерцев родился 10 июня 1899 года в станице Владимирская ныне Лабинского района Краснодарского края.

### Гражданская война
В апреле 1920 года был призван в ряды РККА и был направлен на учёбу на 25-х Воронежских пехотных командных курсах, преобразованных в декабре того же года во 22-ю Воронежскую пехотную школу. Весной 1921 года курсантом школы принимал участие в подавлении восстания в Тамбовской губернии под руководством А. С. Антонова.

### Межвоенное время
По окончании 22-й Воронежской пехотной школы в сентябре 1922 года был назначен на должность командира взвода в составе армейского учебно-кадрового полка Отдельной Кавказской армии. С октября 1923 года проходил обучение на повторных курсах комсостава РККА Кавказской Краснознаменной армии, по окончании которых служил во 2-м Кавказском стрелковом полку 1-й Кавказской стрелковой дивизии на должностях командира взвода, роты, временно исполняющего должность командира батальона, командира и политрука роты.
С сентября 1925 года по октябрь 1926 года проходил обучение на Высших курсах физобразования комсостава РККА и Флота имени В. И. Ленина.
В октябре 1930 года был назначен на должность инструктора физической подготовки 1-го разряда штаба 1-й Кавказской стрелковой дивизии, а в октябре 1931 года — на должность ответственного секретаря бюро ВКП(б) 4-го Кавказского стрелкового полка этой же дивизии. В марте 1932 года был назначен на должность командира батальона 5-го Кавказского стрелкового полка (2-я Кавказская стрелковая дивизия).
С 1933 года учился в Высшей электротехнической академии РККА, но в марте 1936 года был отчислен с 3 курса академии по состоянию здоровья и был направлен в Одесское пехотное училище (Киевский военный округ), где исполнял должность преподавателя, а затем старшего преподавателя тактики.
В январе 1939 года был назначен на должность командира 287-го стрелкового полка (51-я стрелковая дивизия), командуя которым, участвовал в советско-финской войне. В ноябре 1940 года был назначен на должность коменданта 81-го укрепленного района.

### Великая Отечественная война
В июле 1941 года был назначен на должность командира 255-й стрелковой дивизии. С конца августа дивизия вела оборону на левом берегу Днепра юго-западнее Днепропетровска, а затем участвовала в Донбасской оборонительной и Барвенково-Лозовской наступательной операциях. В мае 1942 года дивизия принимала участие в Харьковской операции, в ходе которой вела боевые действия в окружении, а после выхода из окружения была выведена в резерв Юго-Западного фронта.
30 июня 1942 года был назначен на должность командира 3-го гвардейского стрелкового корпуса, а с 13 августа 1942 года — 10-го гвардейского стрелкового корпуса, и участвовал в Воронежско-Ворошиловградской и Донбасской оборонительной операциях, а также в битве за Кавказ. В сентябре 1942 года Иван Терентьевич Замерцев был снят с должности командира корпуса.
В октябре 1942 года был назначен на должность командира 9-го стрелкового корпуса, который участвовал в Нальчикско-Орджоникидзевской оборонительной и Северо-Кавказской наступательной операциях. В феврале 1943 года был назначен на должность командира 11-го стрелкового корпуса, участвовавшего в ходе Краснодарской, Новороссийско-Таманской, Житомирско-Бердичевской, Проскуровско-Черновицкой и Львовско-Сандомирской наступательных операций. В апреле 1944 года корпус вёл боевые действия в Карпатах и участвовал в освобождении Румынии.
В ноябре 1944 года был назначен на должность заместителя командира 25-го гвардейского стрелкового корпуса, который принимал участие в Будапештской наступательной операции. В апреле 1945 года генерал-майор Иван Терентьевич Замерцев был назначен исполнять должность коменданта Будапешта.

### Послевоенная карьера
После войны Замерцев находился на прежней должности. В сентябре 1948 года был назначен на должность начальника курса факультета по подготовке офицеров иностранных армий в Военной академии имени М. В. Фрунзе.
В июле 1954 года генерал-майор Иван Терентьевич Замерцев вышел в запас. Умер 22 декабря 1981 года в Москве.

## Награды
- Орден Ленина (30.04.1945);
- Пять орденов Красного Знамени (05.11.1941, 01.04.1943, 03.11.1944, 30.04.1945, 15.11.1950);
- Два ордена Суворова II степени (25.10.1943, 20.06.1945);
- Орден Кутузова II степени (10.01.1944);
- Орден Красной Звезды (23.06.1940);
- Медали[2]

Иностранные награды
- Орден Красного Знамени (ВНР);
- Орден Венгерской свободы II степени — серебро (ВНР, 05.09.1946);
- Орден Заслуг Венгерской Народной Республики II класса (ВНР);
- Медаль в память 10-летней годовщины освобождения г. Будапешта (ВНР);
- Юбилейная памятная медаль Освобождения (ВНР)[3]

## Сочинения
- Иван Терентьевич Замерцев. Через годы и расстояния. — М.: Воениздат, [1965. — 200 с. — (Военные мемуары). — 65 000 экз.